# Sobekemsaf I
Sobekemsaf I (Sobek és la seva protecció) fou un faraó de la dinastia XVII. Va governar després de Sekhemre Wahkhau Rehotep per un període indeterminat. El seu nom de regnat fou Sekhemre (Ra és poderós).
Apareix esmentat al Papir de Torí i va regnar 16 anys però altres fonts en donen 3. Va construir a Tebes, Abidos i Elefantina i se li atribueixen uns grafittis a Wadi Hammamat.
Fou potser el pare d'Antef VI i Antef VII que el van succeir. També podria ser pare de Sobekemsaf II. La seva dona es va dir Nubemhat.
Enterrat a Dra Abu al-Naga però la tomba fou saquejada.